# Lek (Fluss)

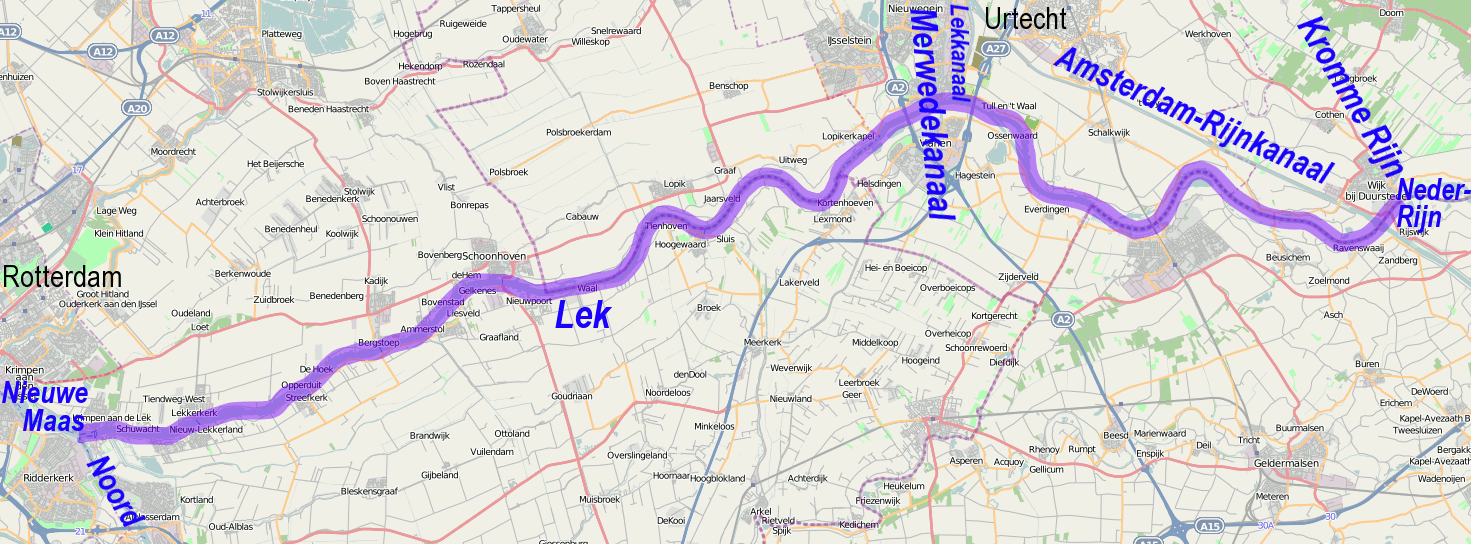
Verlauf des Leks

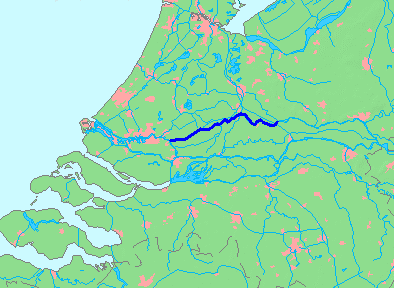
Lage des Leks

Lek ist die Bezeichnung des 62 Kilometer langen unteren Teils des nördlichen Mündungsstroms des Rheins. Dessen oberer Teil wird als  Nederrijn bezeichnet. Sein anderer Mündungsstrom ist die Waal, die wie der Lek ins Rhein-Maas-Delta fließt. Beide Mündungsströme liegen vollständig in den Niederlanden. Der Lek entsteht aus der Verzweigung des Nederrijns in ihn und den Oude Rijn („Alter Rhein“, unmittelbar nach der Verzweigung  auch Kromme Rijn – „Krummer Rhein“ – genannt) bei Wijk bij Duurstede. Der in historischen Zeiten bei Katwijk in die Nordsee mündende Rhein setzte sich aus dem heutigen Nederrijn und dem heutigen Oude-Rijn zusammen. Der Lek zweigte erst im Laufe der Zeit vom Rhein und in weniger dicht besiedeltes Gebiet ab. Wegen der vielen Überflutungen, hauptsächlich in Utrecht und Leiden, wurde der  Unterlauf des Rheins 1123 im Wesentlichen abgedämmt. Der Lek wurde Hauptstrom und der Oude Rijn zum mehrheitlich stillen Gewässer. Die Elisabethenfluten im 15. Jahrhundert verursachten, dass der Lek durch die Waal als Rhein-Hauptstrom abgelöst wurde.
Bei Krimpen aan de Lek (Gemeinde Krimpenerwaard) vereinigen sich Lek und Noord, ein Zweig der Waal, zur Nieuwe Maas (Neue Maas). Der Lek bildet anfangs die Grenze zwischen den Provinzen Utrecht und Gelderland und durchströmt dann einen Teil der Provinz Zuid-Holland. Die Gezeiten des Meeres sind auf dem Fluss bis nach Nieuwegein, südlich von Utrecht, wirksam.
Am Lek liegen keine großen Städte, aber eine Reihe historischer Ortschaften: Wijk bij Duurstede, Vianen, Ameide, Nieuwpoort und Schoonhoven. Die größte Stadt ist Nieuwegein, deren historischer Kern Vreeswijk am Lek liegt. Der Lek ist über den Amsterdam-Rhein-Kanal und den Merwede-Kanal mit anderen Wasserwegen verbunden. Kurz hinter Wijk bij Duurstede kreuzt er den Amsterdam-Rhein-Kanal, und bei Vianen den Merwede-Kanal. Eine ältere Verbindung ist die Vlist, die ab Schoonhoven eine Verbindung zur Hollandse IJssel bildet. Bei Hagestein befindet sich ein Stauwehr mit Schleusenanlage und Fischtreppe.
Brücken befinden sich in Vianen, eine Eisenbahnbrücke liegt bei Culemborg (Eisenbahnbrücke Culemborg). Sonst stehen nur Fährverbindungen zur Verfügung.
Die erste schriftliche Erwähnung stammt aus dem Jahr 777 als Lokkia. Der Name leitet sich möglicherweise vom germanischen Wort *lakō mit der Bedeutung „Bach, Teich, See“ ab.